# Shanghai Open 2001 - Qualificazioni singolare
Le qualificazioni del singolare  dello  Shanghai Open 2001 sono state un torneo di tennis preliminare per accedere alla fase finale della manifestazione. I vincitori dell'ultimo turno sono entrati di diritto nel tabellone principale. In caso di ritiro di uno o più giocatori aventi diritto a questi sono subentrati i lucky loser, ossia i giocatori che hanno perso nell'ultimo turno ma che avevano una classifica più alta rispetto agli altri partecipanti che avevano comunque perso nel turno finale.
Le qualificazioni del torneo Shanghai Open 2001 prevedevano 16 partecipanti di cui 4 sono entrati nel tabellone principale.

## Teste di serie
1. Petr Luxa (Qualificato)
2. Michael Tebbutt (Qualificato)
3. Robert Cheyne (ultimo turno)
4. Thomas Shimada (Qualificato)

1. Robbie Koenig (Qualificato)
2. Jack Waite (ultimo turno)
3. Assente
4. Assente

## Qualificati
1. Petr Luxa
2. Michael Tebbutt

1. Robbie Koenig
2. Thomas Shimada

## Tabellone

### Legenda
| - Q = Qualificato - WC = Wild card - LL = Lucky loser | - ALT = Alternate - SE = Special Exempt - PR = Protected Ranking | - w/o = Walkover - r = Ritirato - d = Squalificato |

### Sezione 1
|  | Primo turno | Primo turno | Primo turno | Primo turno | Primo turno |  |  | Ultimo turno | Ultimo turno | Ultimo turno | Ultimo turno | Ultimo turno |  |
|  |             |             |             |             |             |  |  |              |              |              |              |              |  |
|  |             |             |             |             |             |  |  |              |              |              |              |              |  |
|  |             |             |             |             |             |  |  | 1            | Petr Luxa    | Petr Luxa    | 6            | 6            |  |
|  | Qi-Nan Yin  | Qi-Nan Yin  | Qi-Nan Yin  | 6           | 6           |  |  |              | Qi-Nan Yin   | Qi-Nan Yin   | 4            | 2            |  |
|  | Ran Xu      | Ran Xu      | Ran Xu      | 4           | 1           |  |  |              |              |              |              |              |  |

### Sezione 2
|  | Primo turno | Primo turno | Primo turno | Primo turno | Primo turno |  |  | Ultimo turno | Ultimo turno    | Ultimo turno    | Ultimo turno | Ultimo turno |  |
|  |             |             |             |             |             |  |  |              |                 |                 |              |              |  |
|  |             |             |             |             |             |  |  |              |                 |                 |              |              |  |
|  |             |             |             |             |             |  |  | 2            | Michael Tebbutt | Michael Tebbutt | 6            | 6            |  |
|  |             |             |             |             |             |  |  |              | Zeng Shaoxuan   | Zeng Shaoxuan   | 2            | 1            |  |
|  |             |             |             |             |             |  |  |              |                 |                 |              |              |  |

### Sezione 3
|  | Primo turno | Primo turno | Primo turno | Primo turno | Primo turno |  |  | Ultimo turno | Ultimo turno  | Ultimo turno  | Ultimo turno | Ultimo turno |  |
|  |             |             |             |             |             |  |  |              |               |               |              |              |  |
|  |             |             |             |             |             |  |  |              |               |               |              |              |  |
|  |             |             |             |             |             |  |  | 3            | Robert Cheyne | Robert Cheyne | 0            | 2            |  |
|  |             |             |             |             |             |  |  | 5            | Robbie Koenig | Robbie Koenig | 6            | 6            |  |
|  |             |             |             |             |             |  |  |              |               |               |              |              |  |

### Sezione 4
|  | Primo turno | Primo turno | Primo turno | Primo turno | Primo turno |  |  | Ultimo turno | Ultimo turno   | Ultimo turno   | Ultimo turno | Ultimo turno |  |
|  |             |             |             |             |             |  |  |              |                |                |              |              |  |
|  |             |             |             |             |             |  |  |              |                |                |              |              |  |
|  |             |             |             |             |             |  |  | 4            | Thomas Shimada | Thomas Shimada | 6            | 6            |  |
|  |             |             |             |             |             |  |  | 6            | Jack Waite     | Jack Waite     | 3            | 2            |  |
|  |             |             |             |             |             |  |  |              |                |                |              |              |  |